# Team Eriks-Welkers

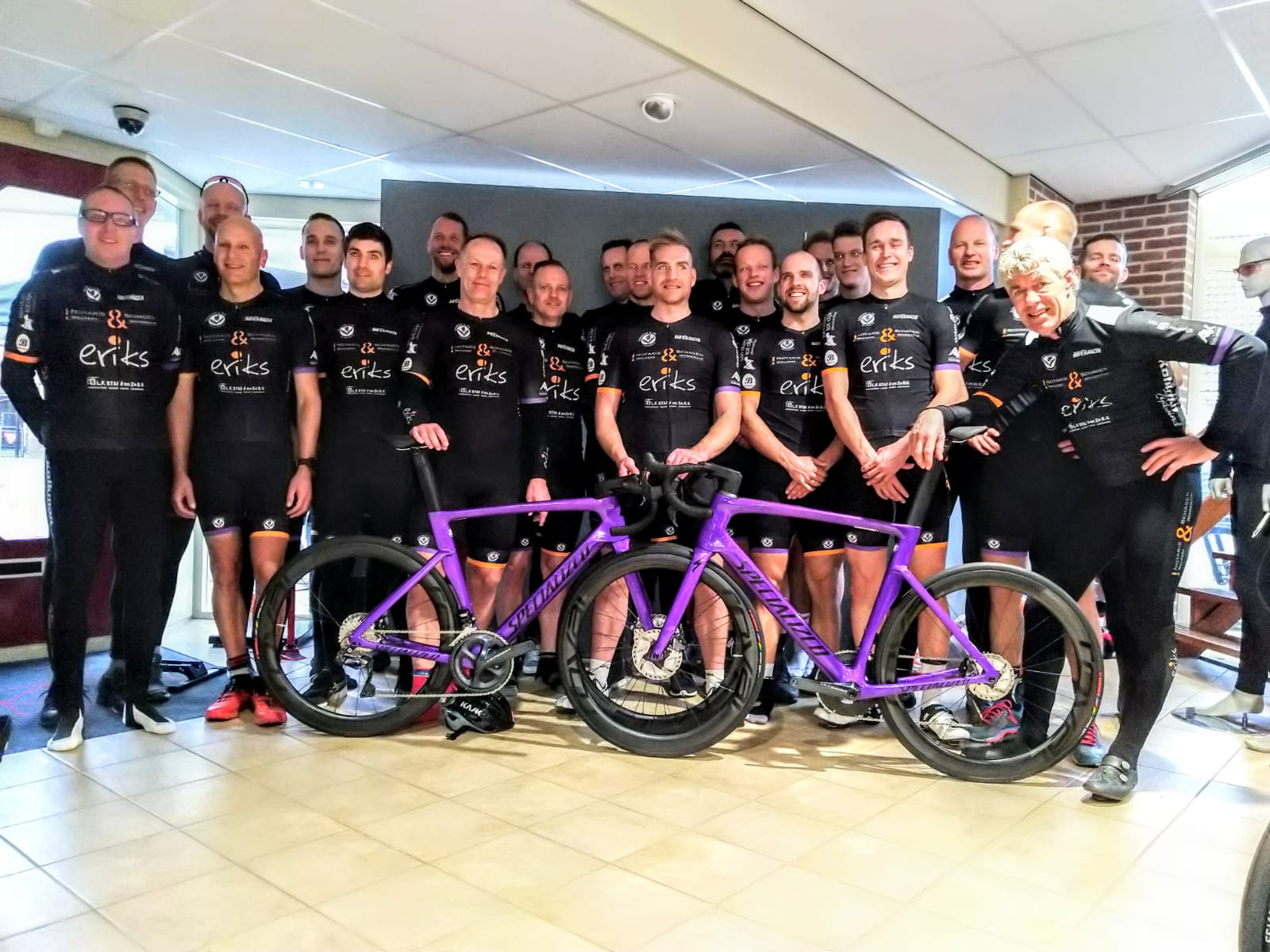
Team Eriks-Welkers (2019)

Team Eriks-Welkers is een, in 2019 opgerichte, wielerploeg die uitkomt in de sport/amateurklasse.
Het team maakte in zijn debuutjaar indruk door de meerdaagse Tour de Lasalle te winnen, Kay Blokdijk pakte hier de eindtitel.
Team Eriks-Welkers wist maar liefst vier klassementen te veroveren: eindklassement totaal Kay Blokdijk, eindklassement sportklasse Kay Blokdijk, sprintklassement amateur Joris De Boer en sprintklassement sportklasse Roel Koenis.